# Станіслав Ярабек
Станіслав Ярабек (словац. Stanislav Jarábek, 9 грудня 1938, Суха-над-Парноу) — чехословацький футболіст, захисник. По завершенні ігрової кар'єри — футбольний тренер. Його син Юрай Ярабек також є футбольним тренером..

## Ігрова кар'єра
Протягом більшої частини кар'єри грав за «Спартак» (Трнава), з перервою на проходження військової служби у 1958—1960 роках в «Дуклі» (Пардубіце). Завершив кар'єру у нижчоліговому клубі «Вітковіце». З «Трнавою» Ярабек виграв 3 чемпіонські титули — 1968, 1969 та 1971 та два Кубки Чехословаччини у 1967 та 1971 роках, був капітаном команди.
У 1968 році був капітаном збірної Чехословаччини на Літніх Олімпійських іграх в Мехіко, де зіграв у 2 матчах. Також зіграв за збірну Б у 13 матчах. За «Трнаву» провів 19 матчів у єврокубках і став володарем Кубка Мітропи у 1967 році.

## Статистика
| Сезон                          | Ігор | Голів | Клуб                |
| ------------------------------ | ---- | ----- | ------------------- |
| 1-а чехословацька ліга 1957/58 | -    | 4     | «Спартак» (Трнава)  |
| 1-а чехословацька ліга 1958/59 | -    | 2     | «Спартак» (Трнава)  |
| 1-а чехословацька ліга 1958/59 | -    | 0     | «Дукла» (Пардубіце) |
| 1-а чехословацька ліга 1959/60 | -    | 0     | «Дукла» (Пардубіце) |
| 1-а чехословацька ліга 1960/61 | -    | 0     | «Спартак» (Трнава)  |
| 1-а чехословацька ліга 1961/62 | -    | 0     | «Спартак» (Трнава)  |
| 1-а чехословацька ліга 1964/65 | -    | 2     | «Спартак» (Трнава)  |
| 1-а чехословацька ліга 1965/66 | -    | 0     | «Спартак» (Трнава)  |
| 1-а чехословацька ліга 1966/67 | -    | 0     | «Спартак» (Трнава)  |
| 1-а чехословацька ліга 1967/68 | 26   | 0     | «Спартак» (Трнава)  |
| 1-а чехословацька ліга 1968/69 | 22   | 1     | «Спартак» (Трнава)  |
| 1-а чехословацька ліга 1969/70 | 22   | 0     | «Спартак» (Трнава)  |
| 1-а чехословацька ліга 1970/71 | 22   | 1     | «Спартак» (Трнава)  |
| Всього                         | -    | 10    |                     |

## Тренерська кар'єра
Після завершення ігрової кар'єри став тренерам, очолював зокрема клуби «Спартак» (Трнава), «Банік» (Острава), «Нітра», «Дукла» (Банська Бистриця), «Слушовіце», «Дрновіце», «Рімавска Собота», «Слован Дусло» (Саля) та «Слован» (Братислава). Останнім клубом, який очолював Ярабек, був «Хемолак» (Смоленіце) з пятого словацького дивізіону.

## Досягнення
Чемпіонат Чехословаччини
- Чемпіон (3): 1968, 1969, 1971

Кубок Чехословаччини
- Володар (2): 1967, 1971

## Біографія
- Neboli sme stále anjeli — autor Mojmír Staško, 2015, biografická publikace o S. Jarábkovi